# Індуктивний датчик
Індуктивний датчик — безконтактний датчик, призначений для контролю положення об'єктів з металу (до інших матеріалів не чутливий).
Індуктивні датчики широко використовують у автоматизованих системах керування технологічними процесами (АСК). Виконуються з нормально розімкнутим або нормально замкнутим контактом.

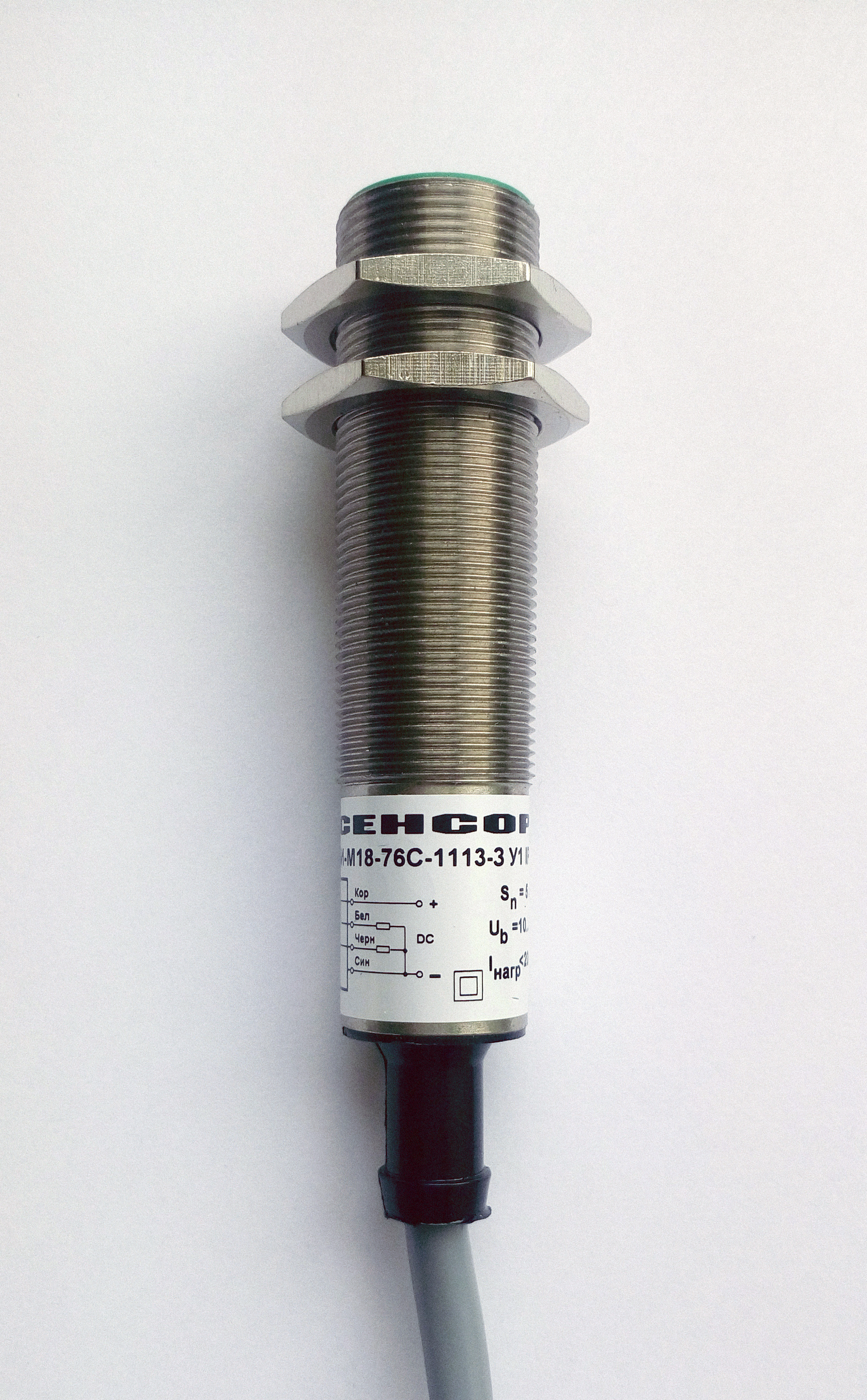
Індуктивний безконтактний датчик

Дія ґрунтується на зміненні параметрів магнітного поля, створюваного котушкою індуктивності всередині датчика.

## Принцип дії
Принцип дії заснований на змінюванні амплітуди коливань генератора при внесенні в активну зону датчика металевого, магнітного, феромагнітного або аморфного матеріалу певних розмірів. При подачі живлення на кінцевий вимикач, в ділянці його чутливої поверхні утворюється змінюване магнітне поле, яке наводить у внесеному в зону матеріалі вихрові струми, які спричинюють змінення амплітуди коливань генератора. Результатом є аналоговий вихідний сигнал, величина якого залежить від відстані між датчиком і контрольованим предметом. Тригер Шмітта перетворює аналоговий сигнал на логічний.

## Структура
Індуктивні безконтактні вимикачі можуть складатися з таких основних вузлів:
1. Генератор створює електромагнітне поле взаємодії з об'єктом.
2. Тригер Шмітта забезпечує гістерезис при перемиканні.
3. Підсилювач збільшує амплітуду сигналу до необхідного значення.
4. Світлодіодний індикатор показує стан вимикача, забезпечує контроль працездатності, оперативність налаштування.
5. Компаунд захищає від проникнення твердих частинок і води.
6. Корпус забезпечує монтаж датчика, захищає від механічних впливів. Виконується з латуні або поліаміду, комплектується кріпильними виробами.

## Основні визначення

### Активна зона
Активна зона безконтактного індуктивного вимикача — та ділянка перед його чутливою поверхнею, де найбільше сконцентровано магнітне поле чутливого елемента датчика. Діаметр цієї поверхні приблизно дорівнює діаметру датчика.

### Номінальна відстань перемикання
Номінальна відстань перемикання — теоретична величина, що не враховує розкид виробничих параметрів датчика, зміни температури і напруги живлення.

### Робочий зазор
Робочий зазор — це будь-яка відстань, що забезпечує надійну роботу безконтактного вимикача в допустимих межах температури і напруги.
{\displaystyle 0\leq S_{work}\leq 0,8S_{nom}}

### Поправочний коефіцієнт робочого зазору
Поправковий коефіцієнт дає можливість визначити робочий зазор, який залежить від металу, з якого виготовлено об'єкт впливу.
| Матеріал        | Коефіцієнт |
| --------------- | ---------- |
| Сталь 40        | 1,00       |
| Чавун           | 0,93…1,05  |
| Неіржавна сталь | 0,60…1,00  |
| Алюміній        | 0,30…0,45  |
| Латунь          | 0,35…0,50  |
| Мідь            | 0,25…0,45  |